# Sofie Daendliker
Sofie Daendliker (Bern, 30 september 1809 - aldaar, 17 april 1878) was een Zwitserse diacones.

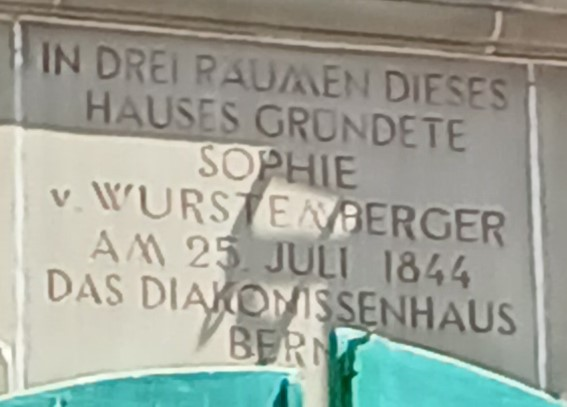
Gedenkplaat in de Aarbergergasse (Bern)

## Biografie
Sofie Daendliker was een dochter van Johann Ludwig Wurstemberger en huwde in 1855 Johann Friedrich Daendliker. Ze groeide op in een burgerlijke familie en legde zich in haar jeugd toe op het piëtisme. In 1836 richtte ze een hulporganisatie op voor de behoeftige patiënten. Na een verblijf bij de diaconessen van Düsseldorf-Kaiserswerth richtte ze in 1844 een diaconessenhuis op in een appartement in Bern, waar ze vanaf 1845 diaconessen opleidde. 